# The Golden Echo
The Golden Echo (с англ. — «Золотое эхо») — второй студийный альбом новозеландской певицы Кимбры, вышедший 15 августа 2014 года на лейбле Warner Bros. Records

## История
На создание альбома Кимбра вдохновилась греческой мифологией и провела время на небольшой овечьей ферме в центре Лос-Анджелеса. Кимбра отправилась на ферму на следующий день после 55-й церемонии вручения премии «Грэмми» (2013). «Я была захвачена всеми этими событиями, связанными с „Грэмми“ и Готье, гастролями, постоянным подтверждением — или похвалой, или критикой, или самоанализом — повсюду», — сказала она. «Ты погружаешься в это. И вот я здесь, прохлаждаюсь с кучкой овец. И им плевать, кто ты. Ты для них не особенная. Ты проводишь с ними время, и в этом окружении царит прекрасная гармония, как все работает. Это было действительно прекрасное пространство для творчества».

## Отзывы
| Совокупная оценка       | Совокупная оценка |
| Источник                | Оценка            |
| ----------------------- | ----------------- |
| Metacritic              | 70/100            |
| Оценки критиков         |                   |
| Источник                | Оценка            |
| AllMusic                | [ 4 ]             |
| Consequence of Sound    | B−                |
| Exclaim!                | 8/10              |
| Los Angeles Times       | [ 7 ]             |
| Paste                   | 7/10              |
| Pitchfork               | 4.3/10            |
| PopMatters              | [ 10 ]            |
| Rolling Stone Australia | [ 11 ]            |
| Spin                    | 7/10              |

A Reckoning был положительно встречен музыкальными критиками. AllMusic присвоил альбому 4/5 звёзд. На Metacritic альбом получил нормализованный балл 70 из 100, основанный на отзывах 12 отобранных мейнстримных критиков.

## Список композиций
| №                   | Название                          | Автор(ы)                                                          | Продюсеры                                    | Длительность |
| ------------------- | --------------------------------- | ----------------------------------------------------------------- | -------------------------------------------- | ------------ |
| 1.                  | «Teen Heat»                       | Kimbra Johnson Daniel Johns                                       | Kimbra Rich Costey                           | 4:44         |
| 2.                  | «90s Music»                       | Johnson Mark Foster Timon Martin Stephen McQuinn Matt Morris      | Kimbra Costey Major Dudes                    | 3:36         |
| 3.                  | «Carolina»                        | Johnson Keith Ciancia Zachary Dawes Tyler Parkford Michael Shuman | Kimbra Ciancia                               | 4:18         |
| 4.                  | «Goldmine»                        | Johnson Fraser Thornycroft-Smith                                  | Kimbra Costey John Hill Al Shux M-Phazes [b] | 4:40         |
| 5.                  | «Miracle»                         | Johnson Stephen Bruner Johns                                      | Kimbra Costey Mystery Skulls [b]             | 4:49         |
| 6.                  | «Rescue Him»                      | Johnson Surahn Sidhu                                              | Kimbra Sidhu                                 | 5:34         |
| 7.                  | «Madhouse»                        | Johnson S. Bruner Joel Whitley Ron Bruner                         | Kimbra Costey M-Phazes [b]                   | 4:04         |
| 8.                  | «Everlovin' Ya» (featuring Bilal) | Johnson Taylor Graves                                             | Kimbra Costey [a] Graves                     | 4:44         |
| 9.                  | «As You Are»                      | Johnson Johns                                                     | Kimbra Costey [a]                            | 5:21         |
| 10.                 | «Love in High Places»             | Johnson Ciancia Sonny J Mason Morris Kaveh Rastegar               | Kimbra Ciancia                               | 5:15         |
| 11.                 | «Nobody But You»                  | Johnson John Stephens Sidhu Dave Tozer                            | Kimbra Costey Tozer [a] Sidhu [a]            | 5:22         |
| 12.                 | «Waltz Me to the Grave»           | Johnson PolySlyme                                                 | Kimbra Costey [a] PolySlyme                  | 7:30         |
| Общая длительность: | Общая длительность:               | Общая длительность:                                               | Общая длительность:                          | 60:03        |

| №                   | Название                         | Автор(ы)            | Длительность |
| ------------------- | -------------------------------- | ------------------- | ------------ |
| 13.                 | «The Vanity Fair» (hidden track) | Johnson Johns       | 3:52         |
| Общая длительность: | Общая длительность:              | Общая длительность: | 63:55        |

| №                   | Название            | Автор(ы)              | Продюсеры           | Длительность |
| ------------------- | ------------------- | --------------------- | ------------------- | ------------ |
| 13.                 | «Slum Love»         | Johnson PolySlyme     | Kimbra Costey       | 5:04         |
| 14.                 | «Sugar Lies»        | Johnson Francis White | Kimbra              | 4:10         |
| 15.                 | «The Magic Hour»    | Johnson White         | Kimbra              | 4:31         |
| Общая длительность: | Общая длительность: | Общая длительность:   | Общая длительность: | 73:49        |

## Чарты

### Еженедельные чарты
| Чарт (2014)           | Высшая позиция |
| --------------------- | -------------- |
| Австралия (ARIA)      | 5              |
| Новая Зеландия (RMNZ) | 5              |
| США (Billboard 200)   | 43             |